# Coccomyces insignis
Coccomyces insignis är en svampart som beskrevs av P. Karst. 1888. Coccomyces insignis ingår i släktet Coccomyces och familjen Rhytismataceae.   Inga underarter finns listade i Catalogue of Life.